# 駱小海
駱小海（1948年—），文化大革命時期的紅衛兵領導人，是紅衛兵組織最早的發起人之一。
就讀清華附中，紅衛兵造反宣言《無產階級革命造反精神萬歲》的執筆者。
1966年5月10日發表《從我校領導對文化大革命的態度看我校是如何對待毛澤東思想的》。5月29日，駱小海、卜大華、鄺桃生、王銘、張曉賓、熊刚、張承志、陶正、高洪旭、袁東平等學生聚在北京西郊圓明園遺址開會，與會中決定成立自己的組織，並一致同意使用“紅衛兵”這個筆名來一致署名大字報。後來5月29日被称为“红卫兵成立日”，“紅衛兵”是“毛澤東的紅色衛兵”的意思，起源於最早由張承志使用的筆名，6月2日贴出第一张以“红卫兵”名义署名的大字报《誓死保卫无产阶级专政，誓死保卫毛泽东思想》。1966年秋天退出文革組織。駱小海事後回憶“圆明园也就自然成了红卫兵的圣地，它曾让我一度感觉到，红卫兵是鸦片战争以来中国革命的直接继承者。”曾为《红卫兵兴衰录——清华附中老红卫兵手记》一書作序。
现居美国。在2003年卡玛的紀錄片《八九點鐘的太陽》（Morning Sun）中，骆小海接受采访称他们到处找有打人事件发生的地方去阻止打人。视频中骆小海始终处于阴影中，无法看到面部，这点同对宋彬彬在该纪录片视频中的处理相同。